# Tanysiptera hydrocharis
Tanysiptera hydrocharis, conhecida como martim-rabilongo-miúdo é uma espécie de ave da família Alcedinidae.
Pode ser encontrada nos seguintes países: Indonésia e Papua-Nova Guiné.